# Dinehichnus
Dinehichnus (лат.) — ихнород травоядных орнитоподовых динозавров из поздней юры Северной Америки и Европы. Типовой и единственный ихновид Dinehichnus socialis назван и описан Lockley и коллегами в 1998 году. Родовое имя происходит от самоназвания индейцев навахо — «дине», и латинского ichnus, что значит «след». Видовое имя socialis подчёркивает социальное поведение хозяев следов.

## История исследования
Голотип CU-MWC 198.2, представляющий собой участок дорожки следов № 5, состоящий из трёх хорошо сохранившихся последовательных следов, а также дополнительный материал, обнаружен в местонахождении Boundary Butte в формации Моррисон, датированной киммериджем (около 155—150 млн лет назад), округ Сан Хуан, штат Юта, США.
Дополнительный материал в виде отпечатков и слепков ступней обнаружен в Польше. Датирован тем же временем, что и следы из США. Имеется также материал, относимый к роду Dinehichnus из Испании и Португалии.

## Описание
Диагностика: дорожка маленьких и средних по размеру следов двуногого хождения одинаковой ширины и длины. Следы симметричные и трёхпалые с характерным округлым отпечатком пятки. Отпечатки пальцев состоят из отдельных удлинённых овальных отпечатков, иногда с клиновидным отпечатком когтя. Угол между 2 и 4 пальцем около 90 градусов. Дорожка узкая с углом между следами равным около 155 градусов. Смещение 3 пальца относительно средней линии дорожки около 10—15 градусов. Средняя длина шага чуть больше, чем в три раза превышает длину стопы.